# Yola (langue)
Le yola (aussi appelé dialecte de Forth et Bargy) est une langue morte autrefois parlée par les habitants du comté de Wexford (Countie Weiseforthe en yola) une région située en Irlande. Elle fait partie des langues anglo-frisonnes, comme l'anglais, le scots, les frisons occidental, oriental et septentrional ou encore le fingalien parlé autrefois dans le Fingal au Nord de Dublin. Le yola et le fingalien sont d'ailleurs souvent regroupées sous l'appellation commune de « yola et fingalien ». Elles ont toutes deux disparu au milieu du XIXe siècle.
Le yola était parlé depuis le XIIe siècle, se développant après la conquête normande à partir du moyen anglais, du normand et du flamand, avec des influences irlandaises. Le nom « yola » signifie « vieux, âgé ».
Le yola a disparu en tant que langue de communication au XIXe siècle, mais est toujours utilisé dans des chansons jusqu'au XXIe siècle. Certains mots de yola sont toujours utilisés dans le sud du Wexford.
Le yola n'a en grande partie pas été touché par le grand changement vocalique qu'a subi l'anglais.

## Grammaire du yola
Certaines caractéristiques du moyen anglais disparues en anglais moderne se trouvaient encore en yola : 
- -eth comme terminaison de verbe
- -en comme marque du pluriel
- les pronoms personnels :

|           | 1e personne | 1e personne          | 2e personne          | 2e personne     | 3e personne | 3e personne | 3e personne  | 3e personne |
| Singulier | Pluriel     | Singulier informel   | Pluriel/Sing. formel | Singulier       | Singulier   | Singulier   | Pluriel      |             |
| Singulier | Pluriel     | Singulier informel   | Pluriel/Sing. formel | Féminin         | Masculin    | Inanimé     | Pluriel      |             |
| --------- | ----------- | -------------------- | -------------------- | --------------- | ----------- | ----------- | ------------ | ----------- |
| Nominatif | ich         | wough, wee           | thou                 | ye              | shoo        | hea, he     | it           | hi; thye    |
| Oblique   | mee         | ouse                 | thee                 | ye              | her         | him         | it           | aam         |
| Génitif   | mee         | oore, oor, oure, our | thee                 | yer             | *her        | his         | *his, *it(s) | aar         |
| Réfléchi  | meezil      | ourzels              | theezil              | yerzel, yerzels | *herzil     | himzil      | *itzil       | aamzil      |

## Vocabulaire yola[2],[3]
| Yola                        | Français          | Origine du mot                            | Exemple                                                                                     |
| --------------------------- | ----------------- | ----------------------------------------- | ------------------------------------------------------------------------------------------- |
| agyne                       | encore, à nouveau | comparer l'anglais again                  |                                                                                             |
| agyther                     | ensemble          | comparer l'anglais together               |                                                                                             |
| attercop                    | araignée          |                                           |                                                                                             |
| Beedher                     | Pierre            | comparer l'anglais Peter                  |                                                                                             |
| betweesk                    | entre             | comparer l'anglais betwixt                |                                                                                             |
| blin                        | qui s'est trompé  | peut-être lié à l'anglais blind "aveugle" | ich as (ou 'chas) greatly blin : je me suis grandement trompé                               |
| brover, brower              | frère             | comparer l'anglais brother                | Sank Joan is oor brover : Saint Jean est notre frère                                        |
| Caut                        | Catherine         |                                           |                                                                                             |
| 'chas / ich as              | j'ai              | comparer l'anglais I have                 |                                                                                             |
| coardhed                    | cherché           |                                           | coardhed an recoardhed : cherché et recherché                                               |
| cooloor                     | pigeon            |                                           |                                                                                             |
| coome !                     | viens !           |                                           | coome to thee met : viens manger                                                            |
| coshur                      | fête              | de l'irlandais coisir                     |                                                                                             |
| deemes                      | fois              | comparer l'anglais times                  | dree deemes : trois fois                                                                    |
| dhicka/dhicke               | ce, cette         |                                           | dhicka poake : cette poche ; na dhicke wye, nar dhicka : pas de cette façon, ni de celle-là |
| draugh (anciennement drowe) | envoyer           | comparer l'anglais throw                  | draugh a (th)ooree : envoie-en un autre                                                     |
| gudaan                      | nu                | de l'irlandais giodan "fesses"            |                                                                                             |
| minymay                     | sucre             |                                           |                                                                                             |
| chi                         | petite quantité   |                                           | a chi of barach : une petite quantité d'orge                                                |
| skuleyune/sculewn           | tablier           |                                           |                                                                                             |
| slurry                      | brouillard        |                                           |                                                                                             |
| gurry                       | pluie             |                                           |                                                                                             |

## Contenu en yola[4]

### Textes
| Ee Loard's Pryre (yola) | Lord's Prayer (anglais) | Notre Père (français) |
| --- | --- | --- |
| Oore Vather fho ba ing Heaaven, maade holly ba yer naame. Yer Kingedom huck, Yer woull ba doone, an ee erth az 'tis ing Heaaven. Gues dhicke dei, oore daaily breed, an vorgee ouse oore treshpasses, az wough vorgee foulk fho treshpass ayenst ouse. An do no feigh ouse ta ee deem av mizluck, mot brocke ouse vrem ee neckarès av villentie. Vor yer is ee kingedom, an ee poustee, an ken, vor eyver an eyver. Amain. | Our Father in heaven, hallowed be your name, your kingdom come, your will be done, on earth as in heaven. Give us today our daily bread. Forgive us our sins as we forgive those who sin against us. Save us from the time of trial and deliver us from evil. For the kingdom, the power, and the glory are yours now and for ever. Amen. | Notre Père, qui es aux cieux, que ton nom soit sanctifié, que ton règne vienne, que ta volonté soit faite sur la terre comme au ciel. Donne-nous aujourd’hui notre pain de ce jour. Pardonne-nous nos offenses, comme nous pardonnons aussi à ceux qui nous ont offensés. Et ne nous laisse pas entrer en tentation mais délivre-nous du Mal. (le texte dit littéralement : "Car tiens est le royaume, le pouvoir et la gloire, pour les siècles des siècles") Amen. |

| Ee mýdhe ov Rosslaarè | The maiden of Rosslare |
| --- | --- |
| 'Cham góeen to tell thee óa taale at is drúe Aar is ing Rosslaarè óa mýdhe geoudè an drúe Shoo wearth ing her haté óa ribbonè at is blúe An shoo goeth to ee faaythè earchee deie too Ich meezil bee ing ee faaythè éarchee deie zoo At ich zee dhicka mýdhe fhó is geoudè an drúe An ich bee to ishólthè ee mýdhe, ee mýdhe at is drúe An fhó coome to ee faaythè wi' ribbonè blue 'Chull meezil góe to Rosslaaré earche deie too to zie thaar ee mydhe wee her ribbonè blúe An 'chull her estólté vor her ribbonè blúe ee mýdhe at is lyghtzóm, an well wytheen an drúe Ich loove ee mýdhe wee ee ribbonè blúe At coome to ee faaythè éarchee arichè too Fan 'cham ing ee faaythè éarchee arichè too To estóthè mýdhe wee ee ribbons blúe | I'm going to tell you a tale that is true there is in Rosslare a maid good and true she wears in her hat a ribbon that is blue and she goes to the faythe every day too I myself am in the faythe every day so that I see this maid who is good and true and I go to meet the maid, the maid that is true and who comes to the faythe with ribbons blue I myself will go to Rosslare every day too to see there the maid with her ribbons blue And I will meet her for her ribbons blue the maid that is enlightened and good looking and true I love the maid with the ribbons blue that comes to the faythe every morning too when I'm in the faythe every morning too to meet the maid with the ribbons blue |

### Chansons en Yola
The Yola Hurling Song est une des seules chansons en yola que l'on puisse entendre. Voir liens externes pour écouter cette chanson.

#### The Yola Hurling Song
- Traditional Song in Yola (youtube.com), version longue
- Yola Language Song - YouTube
- Paddy Berry singing 'The Yola Hurling Song' (2017) - YouTube

#### Autres
- Yola language (omniglot.com)
- "The Dialect of Forth and Bargy, Co. Wexford, Ireland" par William Barnes, publié au XIXe siècle
- A glossary, with some pieces of verse, of the old dialect of the English colony in the baronies of Forth and Bargy, county of Wexford, Ireland : Poole, Jacob, 1774-1827 : Free Download, Borrow, and Streaming : Internet Archive